# Гротон (Конектикат)
Гротон (енгл. Groton) град је у америчкој савезној држави Конектикат. По попису становништва из 2010. у њему је живело 10.389 становника.

## Демографија
Према попису становништва из 2010. у граду је живело 10.389 становника, што је 379 (3,8%) становника више него 2000. године.
| Група             | 2000.         | 2010.         |
| Белци             | 7.485 (74,8%) | 6.593 (63,5%) |
| Афроамериканци    | 1.019 (10,2%) | 1.064 (10,2%) |
| Азијати           | 355 (3,5%)    | 807 (7,8%)    |
| Хиспаноамериканци | 773 (7,7%)    | 1.520 (14,6%) |
| Укупно            | 10.010        | 10.389        |